# Puch bei Hallein

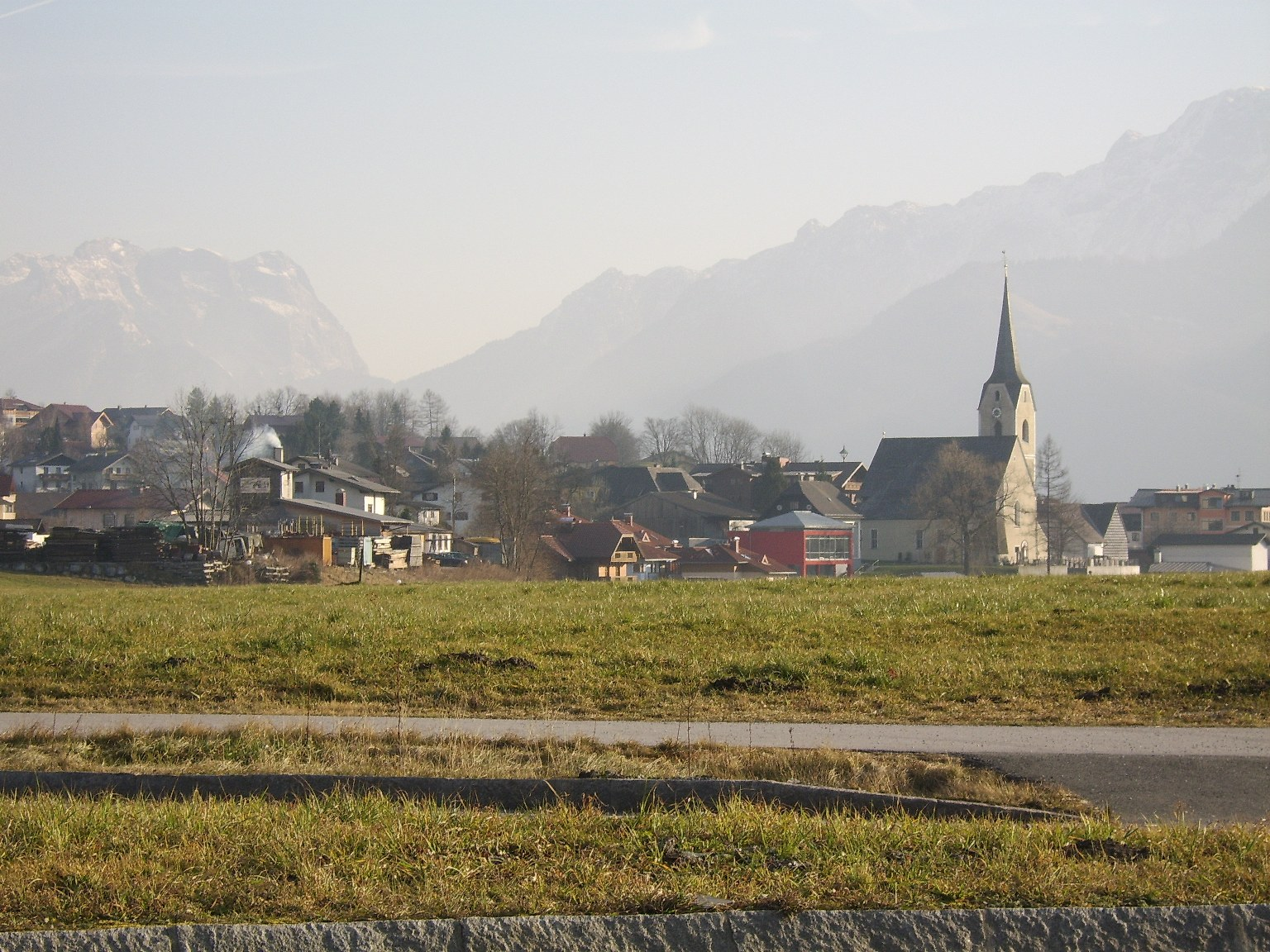
Puch bei Hallein

Puch bei Hallein is een gemeente in de Oostenrijkse deelstaat Salzburger Land, en maakt deel uit van het district Hallein.
Puch bei Hallein telt 4221 inwoners.
Abtenau ·
Adnet ·
Annaberg-Lungötz ·
Bad Vigaun ·
Golling ·
Hallein ·
Krispl ·
Kuchl ·
Oberalm ·
Puch ·
Rußbach ·
St. Koloman ·
Scheffau
- Gemeinsame Normdatei: 4406483-4
- Virtual International Authority File: 244718192